# Abbaye de Holmcultram
Pour les articles homonymes, voir Abbaye de Holme (homonymie).
L’abbaye de Holmcultram (ou abbaye de Holme) est une ancienne abbaye cistercienne située dans le village de Abbeytown (dans le comté de Cumbria), en Angleterre ; toutefois, lors de sa création, la frontière était différente et Holmculmtram était située en Écosse.
Elle est fondée en 1150 et connaît à ses débuts des temps troublés, dus au contexte politique tendu entre les deux pays. Par la suite, avec la paix, elle s'enrichit et développe notamment l'élevage ovin et l'exportation de la laine. Comme la plupart des abbayes britanniques, elle a été fermée par Henry VIII durant la campagne de dissolution des monastères.

## Histoire

### Fondation
L'abbaye est fondée en 1150 par Henri d'Écosse ; à l'époque, le comté de Cumberland avait été donné au royaume d'Écosse par le roi Étienne, ce qui explique que les moines sollicités pour fonder l'abbaye aient été ceux de l'abbaye écossaise de Melrose. Il est possible que le véritable fondateur ait été Alan FitzWaldeof, fils illégitime de Waltheof of Allerdale (en), dont les chroniqueurs auraient attribué les faits au roi, à moins que ce dernier ne se les soit appropriés lui-même

### Moyen Âge
La renommée de l'abbaye s'étend rapidement, ainsi que sa prospérité. L'abbé est ainsi invité au Parlement entre 1294 et 1312. L'abbaye fonde également une abbaye-fille en Irlande, celle de Grey, en 1193. Les bâtiments, encore en construction au début du XIIIe siècle, occupent à leur achèvement environ dix acres (un peu plus de quatre hectares).
Les cisterciens vivent principalement d'élevage, leur troupeau de mouton comptant jusqu'à 6 000 têtes : les moines de Holmcultram étaient ainsi les premiers fournisseurs de laine de l'Angleterre du Nord-Ouest.
Un des grands atouts dont bénéficie l'abbaye de Holmcultram est d'être située à proximité d'une frontière changeante, ce qui lui vaut des protecteurs aussi bien écossais qu'anglais. C'était de loin la plus puissante des abbayes de Cumberland et Westmorland. Le roi Édouard Ier y séjourne en 1299, puis le 6 juillet 1307, jour de sa mort à quelques kilomètres de là. L'abbaye accueille d'ailleurs une partie de sa dépouille. D'autres personnes d'importance sont enterrées à l'abbaye de Holmcultram, notamment Christian, évêque du diocèse de Glasgow et de Galloway (« Candida Casa or Whithern »), Robert de Bruce.
Mais cette position frontalière lui vaut également d'être en première ligne en cas de conflit, et donc de subir destructions et pillage. C'est le cas notamment en 1216, quand deux mille Écossais pillent l'abbaye et tuent un moine en représailles des exactions du Prince Jean en Écosse. De nouveau, et plus gravement en 1319, durant les guerres d'indépendance de l'Écosse, l'abbaye est pillée et très endommagée par Robert Ier d'Écosse, alors même que son propre père y était enterré. À de nombreuses reprises, les moines doivent trouver refuge dans des abbayes voisines. En 1385, les moines qui ont fui devant Archibald « le Hideux » doivent lui payer rançon pour récupérer leur monastère. En 1428, un document atteste de l'état de délabrement de l'abbaye, et les réparations, malgré un appel à l'aide du pape, durent plus de cinquante ans.

### Liste des abbés connus de Holmcultram
- Everard, de 1150 à 1192 ;
- Gregory, attesté en 1192 ;
- William de Curcy, transféré à Melrose en 1215, puis à Rievaulx en 1216 ;
- Adam de Kendal, attesté en 1215 et en 1223 ;
- Ralf, attesté en 1223 ;
- William, quitte sa charge en 1233 ;
- Gilbert, attesté en 1233 et en 1237 ;
- John, attesté en 1237 et en 1255 ;
- Henry, attesté en 1255, en 1262 et en 1267 ;
- Gervase, attesté en 1274, et en 1279 ;
- Robert de Keldesik, attesté en 1289, en 1292, en 1296 et en 1318 ;
- Thomas de Talkane, attesté en 1331 et en 1336 ;
- Robert de Sitthayk (ou Sothayk), attesté en 1351 et en 1359 ;
- Robert de Rawbankes (ou Rabankes), attesté en 1365 et en 1379 ;
- Gregory (incertain), à l'époque de Richard II ;
- Robert Pym (incertain), dont l'abbatiat est situé au début du XVe siècle ;
- William Reddekar, vers 1434 ;
- Thomas York, attesté vers 1458 et 1465 ;
- Vacance du siège en 1472 et en 1480 ;
- Robert Chamber, attesté en 1507, en 1512 et en 1518 ;
- John Nicolson ;
- Matthew Dyves or Deveys, attesté en 1531 ;
- Thomas Ireby (ou Yerbye ou Jerbye), attesté en 1533 et en 1536 ;
- Thomas Carter, attesté en 1537 ;
- Gawen Borudale (ou Borrodale), dernier abbé, 1538[5].

### Dissolution du monastère
En mars 1538, comme l'immense majorité des monastères britanniques, à la suite de la rupture entre Henry VIII et l'Église catholique, l'abbaye de Holmcultram est fermée lors de la campagne de dissolution des monastères. L'abbaye est encore relativement dynamique, comptant vingt-quatre moines à cette époque.

### Après les moines

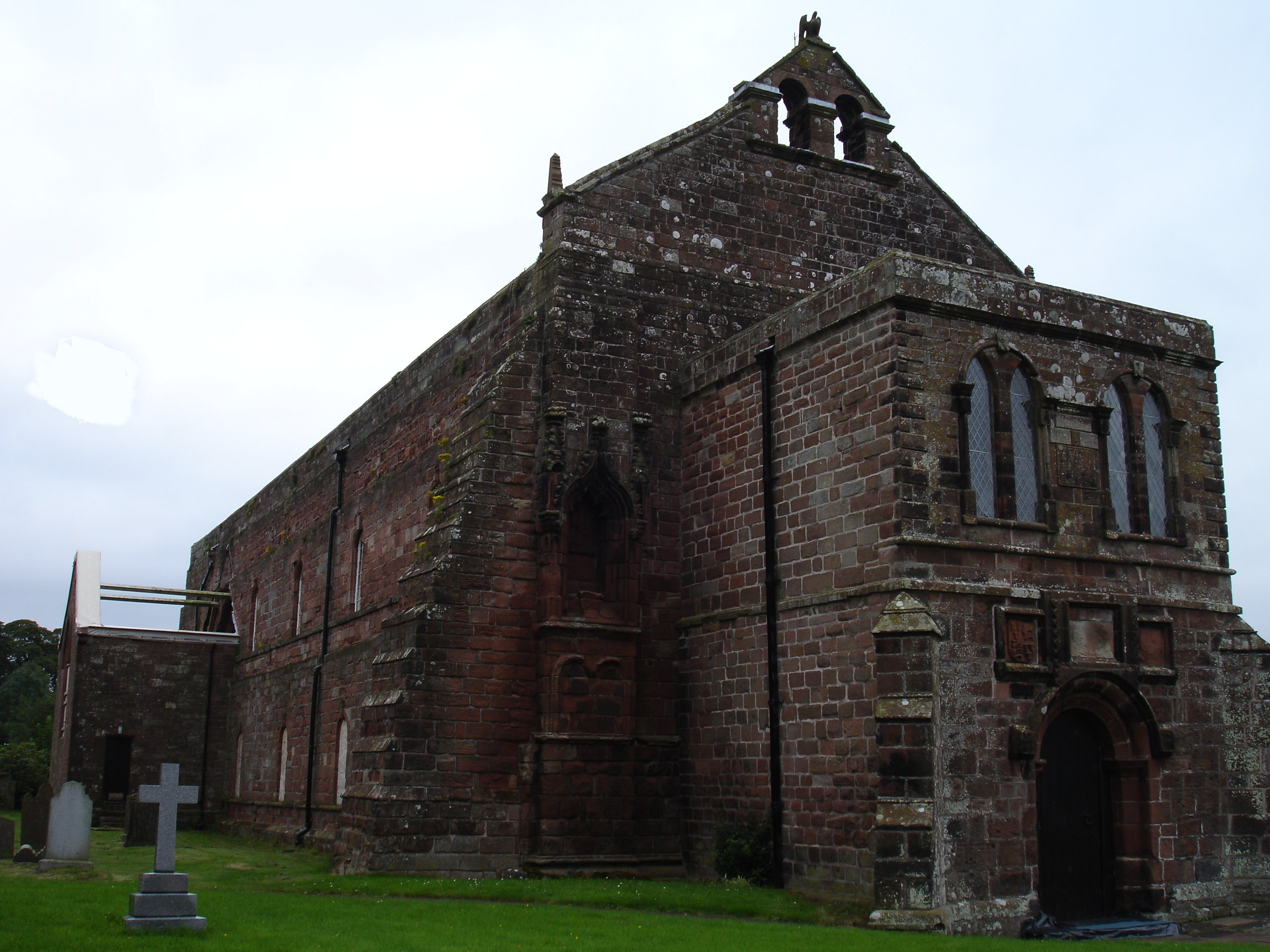
Vue de l'actuelle église paroissiale qui a remplacé l'abbatiale ; photographie prise en août 2007, un an après l'incendie.

L'église abbatiale est préservée et sert d'église paroissiale, mais elle est cependant réduite : le transept et le chœur disparus, c'est la nef (sans les bas-côtés, et réduite de trois travées) qui tient lieu d'église tout entière. Elle est restaurée en 1703, puis entre 1883 et 1913.
En juin 2006, un incendie d'origine criminelle détruit le toit et endommage la maçonnerie ; les réparations commencent en 2007, avec la construction d'une nouvelle charpente, la reprise de la maçonnerie, la pose d'un plancher chauffant ; l'ensemble des travaux déjà réalisés est estimé à 1,6 million de livres, et les travaux restant à faire nécessitent encore de trouver 450 000 livres. Depuis 2009, des fouilles sont menées par la West Cumbria Archaeological Society, après qu'un relevé aérien a été fait en 2006.

## L'abbaye
Il semble que l'église originelle était plus large que la cathédrale de Carlisle. La nef comptait neuf travées, et l'édifice respectait le plan traditionnel cistercien (chevet plat, deux chapelles de chaque côté du chœur.